# Vasco Fernandes de Sampaio
Vasco Fernandes de Sampaio (c. 1420 – junho de 1474) foi um nobre cavaleiro do Reino de Portugal e 3° senhor da Honra de Sampaio,  de Vila Flor, Chacim e Mós. Exerceu o cargo de Alcaide-mor na cidade de Torre de Moncorvo e foi fidalgo do conselho na regência de D. Afonso V.

## Biografia
Sucedeu o pai no cargo de fronteiro da vila de Torre de Moncorvo e seu termo, Vila Flor e Ansiães, lugar que já fora ocupado pelo seu avô, Vasco Pires de Sampaio. Essa nomeação parece comprovar sua fidelidade ao rei na batalha de Alfarrobeira, embora faltem provas para confirmar sua presença na batalha.
Este nobre da casa de seu rei teve um pedido sobre uma quinta que Martim Coelho possuía: " sobre huua quymtãa que chamam de Bambares que esta no termo de Villa Reall de Passanoyas, da quall quymtãa elle esteve em posse tempo avia e a possuya como cousa sua propria que era e de sua herança. E que ssem embargu que a dita quymtãa fosse sua e a elle assy possuysse e estevesse de posse della, que o dito Martim Coelho ho trazia na dita demanda e comtenda sobre a dita quymtãa, mays por ho afadigar a lhe dar despesas e trabalho que por direito alguu nella. " Como argumento decisivo, alegou que Martim Coelho acompanhara o Infante D. Pedro até Alfarrobeira: " e ora se fora de nossos regnos, que o ouuessemos por abssoluto da dita demanda. E lhe fezessemos merçee dalguu direito que o dito Martim Coelho comtra ele tevesse. " O Rei D. Afonso V, convencido por seus argumentos, outorgou a quinta em litígio com a ressalva de que ficaria: " rresguardado aa molher e filhos do dito Martim Coelho alguu direito se o da dita quymtãa tem. "
Com o falecimento de seu pai, Fernão Vaz de Sampaio, recebeu de juro e herdade os lugares de Mós e Urros. Em 1469, seu domínio foi ampliado com a compra de Bemposta por 235 000 reais brancos, que foram pagos em 587 anriques e meio de ouro, do cunho de Castela negócio este celebrado com os antigos senhores de juro e herdade de Bemposta, Rui Gonçalves Alcoforado e sua mulher, Felipa Vasques. Foram também concedidas as terças das igrejas dessas localidades, posse essa que era contestada por Pedro Teixeira, contador do Rei naquela época na comarca de Trás-os-Montes. A posse da terra de Chacim foi também confirmada, que o rei D. Fernando outorgara de juro e herdade ao seu avô Vasco Pires de Sampaio. Da mesma forma, teve a confirmação das coudelarias dos seus lugares de Ansiães, Vila Flor, Torre de Moncorvo, Lamas, Mós, Vilarinho da Castanheira e Vilas Boas.
No ano de 1455, nas cortes de Lisboa, o concelho de Ponte de Lima teve um agravo contra ele por obrigar os seus vizinhos ao pagamento de portagens e passagens, sempre que fossem obrigados a passar pela Torre de Moncorvo, chegando até ao ponto de lhes lançar penhora. Os procuradores do concelho invocavam que seus moradores estavam isentos de tais obrigações, toda vez que viajassem através do reino, no que o Rei lhes deu razão.
Anterior a conquista de Alcácer, o Rei D. Afonso V fez a doação da renda dos foros e direitos do pão, pensão dos tabeliães, serviço novo e portagem dos judeus de Freixo de Espada à Cinta, como prêmio dos serviços por ele prestados. Outorgou-lhe bem como a seu filho primogénito, a jurisdição criminal e civil de Vila Flor e Vilas Boas, podia então proceder à nomeação de juízes e tabeliães, com ressalva apenas da correição e alçadas e a confirmação dos tabeliães. Igualmente, doava-lhe a renda do serviço e portagem dos judeus de Torre de Moncorvo, Vila Flor, Mós e outros lugares que Vasco Fernandes de Sampaio possuí-se de juro e herdade.
Faleceu antes de 28 de junho de 1474. A carta de confirmação dada a seu filho, Fernão Vaz de Sampaio, na data citada faz referência ao pai, "que se ora finou".

## Relações familiares
Foi filho de Fernão Vaz de Sampaio, 2° senhor de Vila Flor e de Senhorinha Pereira.
Casou por duas vezes, sendo o primeiro casamento anulado posteriormente. Após a anulação deste casamento, Vasco casou-se com D. Mécia de Melo, filha de Vasco Martins de Melo, alcaide-mor de Évora e Castelo de Vide e de sua primeira esposa Beatriz de Azevedo. Tiveram:
1. Fernão Vaz de Sampaio, 4° senhor de juro e herdade de Vila Flor, Chacim, Mós e Torre de Moncorvo casado com Leonor de Távora;
2. Francisco de Sampaio, casado com Felipa da Silva;
3. D. João de Melo, abade comendatário do Mosteiro de Santa Maria de Pombeiro, das quais os "Mellos" de Pombeiro e Barões de Pombeiro de Riba Vizela descendem;[6]
4. D. Beatriz da Silva Pereira, mulher que fora de D. Jorge de Eça, alcaide-mor de Muge;
5. D. Felipa de Melo, mulher que fora de D. João de Mendonça Cação;
6. D. Joanna de Melo, mulher que fora de Duarte Peixoto de Azevedo;

Teve fora do casamento:
1. Diogo de Sampaio, contador de Trás-os-Montes, casado com D. Inês de Mesquita Pimentel;

## Lagões externas
- Sampaio da Vilariçaː Um domínio Senhorial na Idade Média, por Paulo Jorge Sousa Costa, Revista Colégio Campos Monteiro – Espaço de Cultura e Memória, 2019